# Pachyteria lambii
Pachyteria lambii là một loài bọ cánh cứng trong họ Cerambycidae.